# Macrocephalus manicatus
Macrocephalus manicatus är en insektsart som först beskrevs av Fabricius 1803.  Macrocephalus manicatus ingår i släktet Macrocephalus och familjen rovskinnbaggar. Inga underarter finns listade i Catalogue of Life.